# 海绵双腕虫
海绵双腕虫（学名：Amphibrachium sponguroides）为孔盘虫科双腕虫属的动物。分布于南冰洋以及中国东海等海域。